# Церковь Святого Георгия (Аплербек)

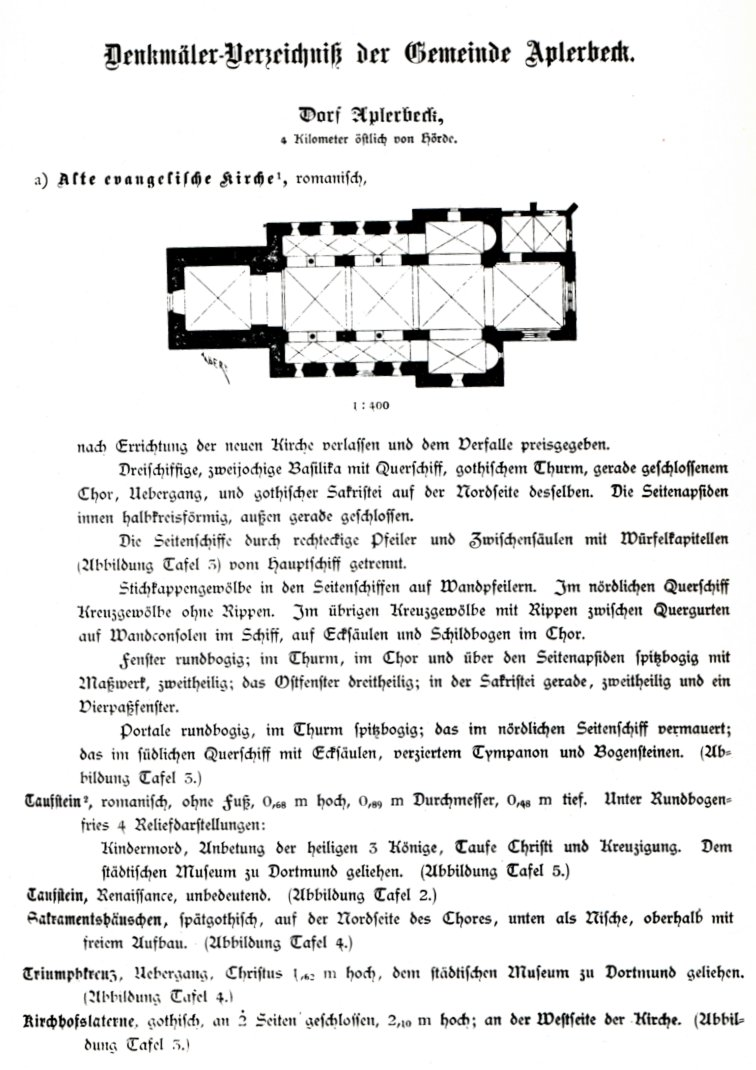
План церкви, 1894 год.

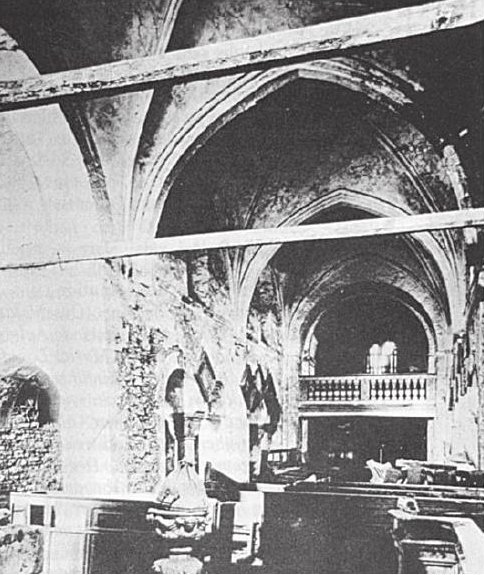
Интерьер церкви в XIX веке.

Церковь Святого Георгия (нем. Georgskirche) — церковь протестантского прихода в Аплербеке, ныне являющемся частью города Дортмунд (Северный Рейн-Вестфалия, Германия). Она представляет собой крестообразную в плане базилику, построенную в романском стиле около XII века. Будучи единственной в своём роде в Дортмунде церковь была признана памятником архитектуры.
В XIX века из-за роста численности населения Аплербека в ходе индустриализации была возведена Большая церковь Аплербека, а церковь Святого Георга постепенно приходила в упадок. С 1926 года она служила общинным залом, а в 1963 году была восстановлена в качестве церкви. Она вновь стала приходской церковью, в то время как Большая церковь с 1999 года в основном используется для проведения концертов.

## История
Церковь в Аплербеке впервые упоминается в документе 899 года. Остатки ранней церкви были обнаружены при реконструкции нынешнего здания в 1963 году, которое в свою очередь датируется 1150—1160 годами.
Церковь стала лютеранской Аугсбургского исповедания в 1612 году. В период индустриализации в XIX веке она уже не могла вместить всех прихожан из-за растущего населения Аплербека, в результате в 1869 году была открыта Большая церковь Аплербека. Церковь Святого Георга начала приходить в упадок. В 1872 году она была поражена молнией и не восстанавливалась от последствий этого события. В 1894 году план сноса её руин не был поддержан прусским правительством. Улица, на которой находится церковь, в конце концов из-за состояния храма получила название Руинной (нем. Ruinenstraße).
Церковь находилась в таком состоянии до 1926 года. План сделать её общественным центром с рестораном или музеем был отклонен консерватором Йоханнесом Кернером, который потребовал, чтобы романское здание было восстановлено без изменений. Он не смог помешать строительству военного мемориала со скульптурой архангела Михаила рядом со шпилем, что привело к появлению названия «Michaelisbau».
Церковь использовалась как зал для собраний нацистов, после Второй мировой войны продолжив функционировать как место для общественных собраний. В 1963 году церковь была восстановлена в прежнем виде и снова стала называться церковью Святого Георга. Ныне она служит в качестве главной приходской церкви после снижения посещаемости Большой церкви Аплербека.